# Suc-et-Sentenac
Suc-et-Sentenac korábbi község Franciaországban, Ariège megyében. Lakosainak száma 55 fő (2018. január 1.). Suc-et-Sentenac Auzat, Gourbit, Orus, Le Port, Rabat-les-Trois-Seigneurs és Vicdessos községekkel határos.
2019. január 1-jén három másik korábbi községgel egyesült és az így létrejött Val-de-Sos új község része lett.

## Népesség
A település népessége az elmúlt években az alábbi módon változott:
| Lakosok száma | 100  | 89   | 84   | 103  | 65   | 52   | 48   | 53   | 56   | 55   |
|               | 1968 | 1975 | 1982 | 1999 | 2006 | 2011 | 2013 | 2016 | 2017 | 2018 |